# 폴란드 공안부
폴란드 공안부(폴란드어: Ministerstwo Bezpieczeństwa Publicznego)는 폴란드 인민공화국에서 활동하던 비밀경찰, 정보, 방첩 기관으로 보안 사무소(폴란드어: Urząd Bezpieczeństwa, UB)라고 불리기도 했다.
초기 공안부는 공안부장 스타니스와프 라트키에비치가 이끌었으며, 폴란드 통일노동자당 정치국의 야쿠프 베르만이 감독했다. 보안부의 주요 목표는 폴란드 지하국가의 반공주의 구조와 사회정치적 기반을 신속히 제거하고, 폴란드 국내군의 전직 지하 군인 및 이후 자유와 독립 (WiN)과 같은 반공 조직을 박해하는 것이었다.
공안부는 1945년 1월 1일 설립되어 1954년 12월 7일 운영을 중단했다. 이 부서는 스탈린주의 시기 공산주의 폴란드에서 주요 비밀 서비스였다. 공안부는 존속 기간 동안 적어도 수만 명의 정치적 반대자와 용의자를 잔인하게 구타, 체포, 투옥, 고문, 살해하는 한편 1947년 비스와 작전과 같은 활동에 참여했다. 본부는 바르샤바 중심부 코시코바 거리에 있었지만, 지부와 구금 시설은 전국에 흩어져 있었으며, 가장 악명 높은 곳은 모코투프 교도소였다.
공안부는 단명한 조직인 폴란드 공안위원회(1954년–1956년)로 대체되었다. 공안부의 권한은 브와디스와프 드보라코프스키가 이끄는 KdsBP로 넘어갔다. 공안부의 모든 작전, 기술-작전 및 회계 부서는 위원회에 남아 있었다. 따라서 완전한 감시 및 억압 능력을 유지했다. 몇몇 인물들이 고위직에서 해임되었지만, 공안부-KdsBP 경영진의 인적 연속성은 유지되었다. 1956년에는 약간 덜 억압적인 보안국(SB)이 1956년 위원회를 대체했다. 모든 비밀 요원, 공무원, 직원은 대중에게 Ubecy로 널리 알려져 있었다. 